# Sivatagi rémálom
A Sivatagi rémálom vagy Kétségbeesés (Desperation) egy 2006-ban bemutatott televíziós horrorfilm, melynek alapjául Stephen King Rémület a sivatagban című horror regénye szolgált. Rendezője Mick Garris, főbb szerepekben Ron Perlman, Tom Skerritt, Steven Weber és Annabeth Gish.
A forgatások legnagyobb részben az arizonai Bisbee-ben zajlottak. A felvételek során az egyik díszlet a Tucson Convention Center-ben (TCC) lángra kapott, a balesetben öten sérültek meg. A tűz elpusztította a teljes díszletet, a felszereléseket, és a TCC is jelentősen megsérült.
Televíziós műsorként két részben került adásba. Az ABC csatorna 2006. május 23-án egy időben vetítette az American Idol-lal, amit maga Stephen King is rossz néven vett, hiszen a nézettségi adatokra elég rossz hatással volt.
A film cselekménye szorosan követi az alapmű történetét. A visszajelzések meglehetősen vegyesek voltak, a Metacritic oldalán 2 és 80 pont közötti értékeléseket kapott. A díszletért és a hangtechnikai munkáért a filmet 2006-ban Emmy-díjra jelölték, 2007-ben a Cinema Audio Society C.A.S-díjára jelölték szintén a hangtechnikáért, és ugyanebben az évben megnyerte az Art Directors Guild díjat a produkciós design-ért.

## Szereplők
| Színész         | Szerep                 | Magyar hang    |
| --------------- | ---------------------- | -------------- |
| Tom Skerritt    | John Edward Marinville | Csuha Lajos    |
| Steven Weber    | Steve Ames             | Láng Balázs    |
| Annabeth Gish   | Mary Jackson           | Bertalan Ágnes |
| Charles Durning | Tom Billingsley        | Izsóf Vilmos   |
| Matt Frewer     | Ralph Carver           | Rosta Sándor   |
| Henry Thomas    | Peter Jackson          | Tóth Roland    |
| Shane Haboucha  | David Carver           | Morvay Bence   |
| Kelly Overton   | Cynthia Smith          | Törtei Tünde   |
| Sylva Kelegian  | Ellie Carver           | Mics Ildikó    |
| Ron Perlman     | Collie Entragian       | Faragó András  |